# Karl-Axel Rönquist
Karl-Axel Rönquist, född den 13 juli 1921 i Umeå, död den 21 december 2010 i Mariestad, var en svensk ämbetsman.
Rönquist avlade studentexamen i Karlstad 1940 och juris kandidatexamen vid Uppsala universitet 1945. Han genomförde tingstjänstgöring i Vadsbo domsaga 1945–1947. Rönquist blev länsbokhållare i Skaraborgs län 1947, taxeringsinspektör där 1952, förste länsnotarie 1957, biträdande taxeringsintendent 1959, länsassessor 1961, förste länsassessor i Kalmar län 1965 och förste taxeringsintendent i Gävleborgs län 1967. Han var länsråd i Skaraborgs län 1971–1986 och styrelseledamot i Riksskatteverket 1976–1987.